# Зварич (річка)
Зварич — річка в Україні, у Тернопільському та Золочівському районах Тернопільської та Львівської областей, ліва притока Махнівки (басейн Дністра).

## Опис
Довжина річки приблизно 9 км. Висота витоку над рівнем моря — 370 м, висота гирла — 261 м, падіння річки — 109 м, похил річки — 12,12 м/км. Формується з багатьох безіменних струмків та 1 водойми.

## Розташування
Бере початок на південній стороні від села Травотолоки. Тече переважно на північний захід через села Годів та Кальне. На північній околиці села Розгадів впадає в річку Махнівку, ліву притоку Східної Золотої Липи.